# فلم نوار

لورا (1944) يعد من أشهر أفلام السينما المظلمة.

فيلم نوار أو الفيلم المظلم أو السينما المظلمة (بالفرنسية: Film noir)؛ مصطلح سينمائي يُستخدم للتعبير عن أفلام الجريمة والدراما الهوليودية، خصوصًا تلك التي ترتكز بمحتواها على التصرفات المفعمة بالتهكم والتشاؤم والدوافع الجنسية. وتمتد حقبة أفلام النوار الكلاسيكية الهوليودية من بداية أربعينات القرن العشرين حتى أواخر الخمسينات. وقد لازمها في تلك الفترة تحديدًا أسلوب بصري قائم على التصوير القاتم بالأبيض والأسود، حيث يعود بجذوره إلى التصوير السينمائي الخاص بالموجة التعبيرية الألمانية. ويُلاحظ أن الكثير من قصص أفلام النوار الأولى وسلوكياتها استمدت روحها من مدرسة قصص الجريمة المعروفة باسم hardboiled “قصص بوليسية تمزج بين العنف والجريمة والجنس بأسلوب قاسي وجاد” وعرفت هذه القصص نور الشمس في الولايات المتحدة خلال فترة الكساد الاقتصادي.
المصطلح “film noir” (فرنسي يعني “الفيلم الأسود”) اُستخدم للإشارة إلى الأفلام الهوليودية لأول مرة من قبل الناقد الفرنسي نينو فرانك في العام 1946، وكان مصطلحًا جديدًا على مسامع كافة العاملين في صناعة الأفلام الأمريكية الكلاسيكية آنذاك. وقام المؤرخون السينمائيون والنقاد على حدٍ سواء بتعريف أسس النوار عبر إجراء مسح تاريخي؛ حيث أنه قبل رسوخ هذا المصطلح مع حلول فترة السبعينات، كان يُطلق على أفلام النوار الكلاسيكية مصطلح ميلودراما “مزيج بين العاطفة والدراما”. وما يزال الباحثون في موضع جدل إن كان “الفيلم نوار” مؤهل ليكون نوع سينمائي مستقل بحد ذاته.
يتضمن الفيلم الأسود عدة أنواع من القصص، وعادة ما يكون البطل الرئيسي فيه إما محقق خاص (The Big Sleep)، شرطي متخفي (The Big Heat)، ملاكم مسن (The Set-Up)، محتال سيئ الطالع (Night and the City) مواطن مطيع للقانون يندس إلى عالم الإجرام (Gun Crazy) أو ضحية لظروفه الاجتماعية (D.O.A.). وبالرغم من أن أجواء الفيلم الأسود عُرفت أساسًا ضمن الأفلام الأمريكية، فقد باتت الكثير من الأفلام حاليًا توصف بالنوار وفي كافة أرجاء العالم. فمع بداية فترة الستينات وصاعدًا، صدرت العديد من الأفلام التي تشترك بنفس خصائص الفيلم الأسود الكلاسيكي، وتتعامل مع تقاليد الفيلم الأسود غالبًا بطريقة الخصوصية الذاتية “نظرية تشير إلى العمل نفسه وتخدمه”. ويُشار كثيرًا لهذه الأعمال الأكثر حداثة والمستخدمة لأجواء النوار باسم “نيو نوار – النوار الجديد”. كما ألهمت المعاني المجازية لفيلم النوار فن المحاكاة التهكمية منذ أواسط الأربعينات.